# Leersia
Leersia és un gènere de plantes de la família de les poàcies, ordre de les poals, subclasse de les commelínides, classe de les liliòpsides, divisió dels magnoliofitins. És originari de les regions temperades i tropicals del món.

## Descripció
Són plantes perennes. Espiguetes molt comprimides lateralment, amb una sola flor articulada amb el peduncle, sense glumes. Lema amb 5 nervis, aquillada. Palea trinervada, aquillada. Androceu amb 1-6 estams. Cariopsi amb embrió de c. 1/3 de la seva longitud.
El gènere fou descrit per Peter Olof Swartz i publicat a Nova Genera et Species Plantarum seu Prodromus 1, 21. 1788. L'espècie tipo és: Leersia oryzoides (L.) Sw.
Etimologia
El nom del gènere va ser atorgat en honor de Johann Daniel Leers, metge i botànic alemany del segle xviii. 
Citologia
El nombre de cromosomes és de: x = 12 2n = 24, 48, i 60 2, 4, i 5 ploïdies. Cromosomes 'petits'. 

## Taxonomia
- Leersia hexandra
- Leersia lenticularis
- Leersia monandra
- Leersia oryzoides
- Leersia virginica[4][5]